# Zamalek SC
Al-Zamalek, arabiska نادي الزمالك, är en egyptisk fotbollsklubb, som finns i Kairo och bildades 1911. Man har vunnit CAF Champions League fem gånger.

## Meriter i urval

### Nationella
- Mästare (14): 1959–60, 1963–64, 1964–65, 1977–78, 1983–84, 1987–88, 1991–92, 1992–93, 2000–01, 2002–03, 2003–04, 2014–15, 2020–21, 2021–22
- Cupen (27): 1922, 1932, 1935, 1938, 1941, 1943, 1944, 1952, 1955, 1957, 1958, 1959, 1960, 1962, 1975, 1977, 1979, 1988, 1999, 2002, 2008, 2013, 2014, 2015, 2015–16, 2017–18, 2018–19
- Super cup (4): 2001–02, 2002–03, 2015–16, 2019–20

### Internationella
- Caf Champions League (5): 1984, 1986, 1993, 1996, 2002

## Placering senaste säsonger
under namnet Zamalek SC
| Säsong  | Nivå | Liga           | Placering | Referens | Notering          |
| ------- | ---- | -------------- | --------- | -------- | ----------------- |
| 2014/15 | 1    | Premier League | 1         | [ 1 ]    | 🏆 Cupen: vinnare |
| 2015/16 | 1    | Premier League | 2         | [ 2 ]    | 🏆 Cupen: vinnare |
| 2016/17 | 1    | Premier League | 3         | [ 3 ]    |                   |
| 2017/18 | 1    | Premier League | 4         | [ 4 ]    | 🏆 Cupen: vinnare |
| 2018/19 | 1    | Premier League | 2         | [ 5 ]    | 🏆 Cupen: vinnare |
| 2019/20 | 1    | Premier League | 2         | [ 6 ]    |                   |
| 2020/21 | 1    | Premier League | 1         | [ 7 ]    |                   |
| 2021/22 | 1    | Premier League | 1         | [ 8 ]    |                   |
| 2022/23 | 1    | Premier League | 3         | [ 9 ]    |                   |
| 2023/24 | 1    | Premier League | 3         | [ 10 ]   |                   |
| 2024/25 | 1    | Premier League | 3         | [ 11 ]   |                   |

## Färger
Zamalek SC spelar i vit och röd trikåer, bortastället är blå eller svart.
| ZAMALEK | ZAMALEK |

### Dräktsponsor
| Period    | Dräktsponsor |
| --------- | ------------ |
| 1999–2001 | Diadora      |
| 2001–2004 | Adidas       |
| 2004–2005 | Venecia      |
| 2005–2007 | Adidas       |
| 2007–2008 | Venecia      |
| 2008–2015 | Adidas       |
| 2015–2016 | Macron       |
| 2016–2018 | Joma         |
| 2018–2021 | Puma         |
| 2021–2022 | Tempo        |

### Trikåer
| 1984 · Hemmakit | 1994–1995 · Hemmakit | 1996–1997 · Hemmakit | 2015–2016 · Hemmakit | 2017–2018 · Hemmakit | 2019–2021 · Hemmakit | 2019–2021 · Bortaställ | 2019–2021 · Tredjeställ |